# Sanchuniathon
Aan Sanchuniathon (de god Sakon heeft gegeven) worden drie verloren werken toegeschreven, in de Fenicische taal, waar alleen fragmenten van zijn bewaard.
Alles wat we van Sanchuniathon en zijn werk weten komt van de Praeparatio Evangelica van Eusebius. Citaten en samenvattingen haalde Eusebius uit een vertaling van Philo van Byblos.
Volgens een citaat van Eusebius van de neoplatonist Porphyrius, schreef Sanchuniathon de waarachtigste geschiedenis, omdat hij op documenten van Hierombalus, de priester van Ieuo, kon steunen. Ook meldde Porphyrius dat Sanchuniathon zijn geschiedenis opdroeg aan Abibalus (Abibaal), de koning van Berytus (Beiroet), die het samen met andere onderzoekers goedkeurde. Tevens zou Sanchuniathon het werk vóór de Trojaanse Oorlog (rond 1200 v. Chr.) hebben geschreven, toen Semiramis koningin van Assyrië was.
Volgens Sanchoniathon waren de goden oorspronkelijk mensen, die na hun dood werden vereerd en hadden de Phoeniciërs de namen van hun koningen toegepast op de elementen van de kosmos (euhemerisme), waarmee zo de krachten van de natuur en de zon, maan en sterren werden vereerd. 

## Werk

### Kosmogonie
Zijn Kosmogonie is een filosofisch scheppingsverhaal, gebaseerd op de 'Kosmogonie van Taautus', door Philo gelijkgesteld aan de Egyptische Thoth.
Een wind van donkere lucht en Chaos waren het grenzeloze principe van het universum. De wind werd verliefd op zijn eigen beginselen en het mengsel dat ontstond was Begeerte of Cupido, het begin van de hele schepping. Van dit mengsel en de wind kwam Môt. En van Môt kwam al het zaad van het universum. Van bepaalde dieren zonder zintuig kwamen intelligente dieren, de Zophesemin, de spionnen of wachters van de hemel, allen in de vorm van een ei. Zo kwamen uit Môt de zon, de maan, de kleine en de grote sterren voort.  
Het licht van de lucht over zee en het land bracht winden en wolken voort. De eerder genoemde intelligente dieren schrokken van de donder en bliksem die ontstonden en brachten dieren van beide geslachten voort in de zee en op het land.
De eerste mensen vereerden, uit zwakte en gebrek aan stoutmoedigheid, de planten, waarvan ze zelf leefden, als goden en offerden aan hen. 

### Geschiedenis
Daarop volgen in de delen van de Geschiedenis twaalf 'generaties van mensen', van Protogonus tot Thoth.
I.    De wind Colpias en Baau (Baut) kregen twee stervelingen: Protogonus (eerstgeborene) en Aeon. Aeon ontdekte boomvruchten.
II.   Zij kregen Genus en Genea.
III.  Van Genus kwamen Licht, Vuur en Vlam, zij leerden de mensen het gebruik van vuur.
IV.   Zij kregen zonen van grote omvang en hoge lengte, aan wie  de bergen Cassius, Libanus, Antilibanus en Brathys hun namen danken.
V.    Van hen kwamen Memrumus en Hypsuranius. Hypsuranius vond hutten van riet en biezen uit en kreeg ruzie met zijn broer Usous, die dierenhuiden als kleding  ontdekte en varen op boomstammen. In deze tijd werden voor het eerst dieren geofferd.
VI.   Daarna kwamen Agreus en Halreus, die de jacht en visserij uitvonden.
VII.  Toen kwamen twee broers, de eerste ijzersmeden. Een heette Chrysor (Hephaistos of Vulcanus) en hij vond ook de haak, het aas, de vislijn en lichte boten uit. Hij was de eerste zeiler. Na zijn dood werd hij Diamichius (Zeus Michius) genoemd. Zijn broers maakten voor het eerst muren van baksteen.
VIII. Daarop kwamen twee broers, Technites (de kunstenaar) en Geinus Autochthon, die tegels en dakpannen uitvonden.
IX.   Agrus (veld) en Agrouetus (Agrotes, agrariër), de 'grootste god', maakten omheiningen om huizen, grotten en kelders. Boeren en jagers stammen van hen af. Ze worden ook Aletae en Titanen genoemd.
X.    Amynus en Magus leerden mensen steden bouwen en kudden samenstellen.
XI.   Van hen stamden Misor (welbevrijd) en Sydyc (rechtvaardig), die het gebruik van zeezout ontdekten.
XII.  Van Misor kwam Taautus (Egyptische Thoor, Alexandrijnse Thoyth, Griekse Hermes), die het eerste schrift ontdekte. Van Sydyc kwamen de zeven Dioscuren, Cabeiren, Korybanten of Samotracen, die het complete schip uitvonden. Asclepius was Sydycs achtste zoon.
XIII. Van hen stamden mensen af, die geneeskrachtige kruiden ontdekten.
In de periode van de negende en tiende generatie leefde Elioun (Hypsistus) met zijn vrouw Beruth bij Byblos. Zij kregen Epigeus (Autochthon), die zij later Ouranus (hemel) noemden. Hij huwde zijn zuster Ge (aarde) en zij kregen vier kinderen: Ilus (Cronus), Betylus, Dagon (de korengod Zeus Arotrius) en Atlas. Ouranus kwam in conflict met zijn vrouw Ge. Hermes Trismegistus, de adviseur van Cronus zette diens dochters Persephone en Athena aan om tegen Ouranus te strijden. Ouranus werd zo verdreven uit zijn rijk. Ouranus' zwangere concubine werd aan Dagon uitgehuwelijkt en zij beviel van Demaroon. Cronus stichtte de eerste stad in Phoenicië, Byblus. Cronus begroef Atlas in een diep gat in de aarde, omdat hij hem niet vertrouwde. De Eloim  waren Cronus' hulptroepen. Cronus doodde zijn eigen zoon Sadid en zijn eigen dochter. Daar waren de Eloim over ontsteld.
De verbannen Ouranus zond zijn dochters Astarte, Rhea en Dione om zijn zoon Cronus te verslaan, maar die maakte zijn zusters tot echtgenotes. Cronus wist de harten te winnen van Ermarmene en Hora, die Ouranus ook op hem afstuurde. Toen maakte Ouranus baetulia, bewegende stenen.  
Cronus en Astarte kregen zeven dochters, de Titaniden of Artemiden en twee zonen: Pothos en Eros. Rhea baarde Cronus zeven zonen en Dione schonk hem dochters. Cronus had nog drie zonen: Cronus, Zeus Belus en Apollo.
Gelijktijdig met Ouranus en Cronus leefde Nereus, die ook strijd leverde tegen Ouranus. Nereus' zoon was Pontus. Pontus' dochter heette Sidon en zijn zoon Posidon (Neptunus).
Melicartus (Hercules) was de zoon van Demaroon. Demaroon, die voor zijn vader Ouranus streed, viel Pontus' land binnen. Cronus lokte zijn vader Ouranus in een hinderlaag en ontmande hem. Cronus gaf aan zijn dochter Athena het koninkrijk Attica. Vanwege de pest en het hoge aantal sterfgevallen offerde Cronus Jeoud, zijn enige zoon bij de nimf Anobret. Later werd Cronus besneden en dwong ook zijn hulptroepen daartoe. Na Cronus' dood werd hem bij Rhea een zoon geboren: Muth (dood, Pluto).  Cronus schonk Byblus aan de godin Baaltis (Dione), Berytus aan Posidon en de Cabiren en heel Egypte aan Taautus. Taautus gaf de zeven Cabiren en Asclepius als eersten de opdracht deze geschiedenis vast te leggen.

## Engelse vertaling
De Engelse vertaling in 1720 van filosoof Richard Cumberland, bisschop van Peterborough, ging vergezeld van een uitgebreide bewijsvoering om Sanchuniathons chronologie in overeenstemming te krijgen met het Bijbelverhaal. Zo zou Protogonus dezelfde zijn als Adam, Aeon zijn vrouw Eva voorstellen en Genus hun zoon Kaïn. De afstamming van Caïn zou zijn gevolgd, maar die kwam om in de Zondvloed (die Sanchuniathon nergens noemde). Cronus zou daarom weer van de lijn van Seth zijn, de afstammingslijn die wel werd gered en leefde na de Vloed en gelijkstaan aan Ham. Ouranos was volgens de bisschop niemand anders dan Noach, Sydyc was Sem én Melchizedek. De Bijbelse Japhet, de derde zoon van Noach, zou Nereus zijn en Japetus, de vader van Prometheus. Misor was Mizraïm, de zoon van Ham en broer van Canaan. Ook wilde de bisschop bewijzen dat Menes dezelfde was als Misor en diens opvolger Athotes, de tweede farao, gelijk stond aan Thoth of Taautus in de tabel van Sanchuniathon. De bisschop wilde hiermee de bron van 'idolatrie', de verering van afgodsbeelden, opsporen in zijn strijd tegen het katholicisme en dacht die te vinden in Sanchuniathons afstammingslijn van Caïn.